# Kefersteinia pseudopellita
Kefersteinia pseudopellita är en orkidéart som beskrevs av Patricia A. Harding. Kefersteinia pseudopellita ingår i släktet Kefersteinia och familjen orkidéer. Inga underarter finns listade i Catalogue of Life.